# 昂仁金错
昂仁金错或昂仁金措湖（藏語：ངམ་རིང་སྐྱེམ་མཚོ，威利转写：ngam ring skyem mtsho，THL：Ngamring Kyemtso）位于中国西藏自治区日喀则市昂仁县境内，地处昂仁县西北部，东距昂仁县人民政府驻地卡嘎镇不到1公里。湖面海拔4340米，面积24.3平方公里。湖区年均气温约4～6℃左右，年均降水量300～400毫米。湖水主要靠地表径流补给。集水区面积194平方公里。219国道经过湖西南岸。